# Автобан (компания)
АО ДСК «Автобан» — российская системообразующая дорожно-строительная компания. Занимается проектированием, строительством, реконструкцией и эксплуатацией федеральных трасс и региональных дорог на территории 15 регионов России. Является лидером по объёмам реализованных проектов ГЧП в дорожно-транспортной инфраструктуре.

## История
- Создание будущей группы компаний «Автобан» началось в 1960-е годы — во времена активного индустриального освоения Сибири. В 1965—1966 годах были образованы строительные управления СУ-905, СУ-906 и СУ-909[3].
- В 1998 году создан ОАО «Ханты-Мансийскдорстрой» для управления строительными управлениями в ХМАО.
- В 1999 году был создан ОАО "ДСК «АВТОБАН» в Москве для управления строительными управлениями в Европейской части РФ и Западной Сибири.
- В 2005 году компания получила первый федеральный объект на условиях генподряда: Реконструкция автомагистрали М-3 «Украина» 37-51 км в Московской области.
- В 2013 году компания начала работу в сфере государственно-частного партнёрства (ГЧП).
- В 2014 году компания заключила первый ГЧП-контракт — долгосрочное инвестиционное соглашение на реконструкцию, содержание, капитальный ремонт и эксплуатацию автодороги М-3 «Украина» 124—194 км в Калужской области[4][5].
- 2016 год — начало реализации концессионного проекта в Республике Коми[6], подписано соглашение с ГК «Автодор» по проекту ЦКАД-3[7]. Общество было преобразовано в АО "ДСК «АВТОБАН».
- В 2017 году было подписано соглашение с ГК «Автодор» по проекту ЦКАД-4[8][9][10]. Финансовое закрытие по проекту ЦКАД-3[11].
- 2018 год — финансовое закрытие проекта ЦКАД-4[12][13]. Досрочный ввод в эксплуатацию концессионного проекта: дорога в Республике Коми[14]. Чистая прибыль компании выросла на 148 %, до 3,6 млрд руб. против 1,6 млрд руб. в 2017 году[15].
- В 2019 году «АВТОБАН» вошел в состав хозяйственного партнёрства для реализации инвестиционного проекта «Обход Тольятти»[16][17][18].
- В 2020 году — победитель тендера на строительство четвертого и шестого этапов трассы М-12 «Москва — Казань»[19][20][21]. В эксплуатацию вводится проект ЦКАД-3[22][23]. А также осуществляется досрочный запуск движения на ЦКАД-4[24]. В этом году «Автобан» вошёл в список системообразующих предприятий транспортного комплекса РФ[25][26][27].
- 2021 год — ввод в эксплуатацию ЦКАД-4 и ЦКАД-3-5[28][29]. Рейтинговое агентство «Эксперт РА» присвоило кредитный рейтинг долгового инструмента компании «АВТОБАН-Финанс» облигационного займа серии БО-П03 на уровне ruA[30]. Компания стала участником национального ESG-альянса[31][32][33][34][35]. В этом году холдинг заключает крупнейшую в дорожной инфраструктуре сделку по рефинансированию проекта ЦКАД-3[36]. Холдинг вошёл в состав Национальной Ассоциации инфраструктурных компаний[37]. Совместно с «Дороги и мосты» начали разрабатывать ИТ-платформу для дорожно-строительной отрасли[38][39]. Совместно с дочерней компанией «Автобан-Digital» разработали цифровую систему СМАРТ[40]. Стало известно, что ЕАБР будет финансировать внедрение цифровых технологий ГК «АВТОБАН»[41].
- 2022 год — контракт на строительство и реконструкцию участков трассы М-7 в Башкирии[42][43][44]. «АВТОБАН» приобрёл площади в «Сколково», для строительства бизнес центра, что связано с увеличением сотрудников более 7000 человек[45][46]. Заключён контракт на строительство продолжения М-12 до Екатеринбурга на участке Дюртюли — Ачит протяженностью 43 км[47][48][49][50]. Также холдинг вошёл в состав Ассоциации инфраструктурных инвесторов и кредиторов[51]. В этом году на Петербургском международном экономическом форуме Сбер и Дорожно-строительная компания «Автобан» подписали соглашение о стратегическом сотрудничестве. Подписи под документом поставили Президент, Председатель Правления Сбербанка Герман Греф и генеральный директор АО «ДСК «Автобан» Алексей Андреев[52].

На 2020 год компания занимает 11% рынка дорожного строительства, а общий объём контрактов — более 400 млрд рублей. Выручка компании в 2020 году составила 85,4 млрд рублей. В 2021 году выручка по РСБУ составила 76,4 млрд рублей, чистая прибыль – 3,9 млрд рублей.
На данное время «АВТОБАН» входит в состав: Российского союза промышленников и предпринимателей, Национальной Ассоциации инфраструктурных компаний, Союза дорожно-транспортных строителей, Ассоциации инфраструктурных инвесторов и кредиторов.
На Московской бирже (MOEX) обращаются три выпуска биржевых облигаций дочерней структуры холдинга (АО «Автобан-Финанс») общим объёмом 9 млрд руб.
Рейтинговое агентство АКРА в 2017 году присвоило компании рейтинговую оценку BBB+(RU) со стабильным прогнозом. Рейтинг подтверждён в 2018, в 2019 повышен до A-(RU), в 2022 году до A(RU), в 2024 году понижен обратно до A-(RU).
Рейтинговое агентство «Эксперт РА» присвоило компании в 2017 году рейтинговую оценку ruA- со стабильным прогнозом, в 2019 повысило её до ruA, в 2023 - до ruA+ (подтверждена в 2024 году).

## Награды и рейтинги
- 173 строчка в рейтинге крупнейших по выручке компаний «ТОП500» по версии РБК за 2021 год[59].
- 244 место в рейтинге крупнейших компаний России по объему реализации продукции — RAEX-600 за 2021 год[60]. И 6 место из 10 крупнейших компаний в строительстве[61].
- С 2008 года входит в ТОП-400 (ТОП-600 с 2015 года) крупнейших компаний Российской Федерации согласно ежегодному рейтингу «Эксперт-400». 191 место в рейтинге в 2021 году[62].
- 183 место холдинг занял в рейтинге крупнейших частных компаний России за 2017 год по версии российского Forbes[63]. 132 место — по итогам 2021 года[64].
- Ежегодно, начиная с 2011 года, компания признаётся лучшим работодателем страны (по версии группы компаний Superjob)[65].
- Победитель конкурса «Развитие регионов. Лучшее для России» в номинации «Лучший IT-проект в дорожном строительстве»[66].
- Многократный победитель отраслевого конкурса «Дороги России» в номинации «Лучшая подрядная организация»[67].